# Migoplastis alba
Migoplastis alba är en fjärilsart som beskrevs av Moore 1877. Migoplastis alba ingår i släktet Migoplastis och familjen björnspinnare. Inga underarter finns listade i Catalogue of Life.